# Ron Davis (baseball, 1941)
Pour les articles homonymes, voir Ron Davis et Davis.
Pour le lanceur de baseball du même nom, voir Ron Davis (baseball, 1955).
Ronald Everette Davis (né le 21 octobre 1941 à Roanoke Rapids, Caroline du Nord, États-Unis et mort le 5 septembre 1992 à Houston, Texas, États-Unis) est un voltigeur de baseball ayant évolué dans la Ligue majeure en 1962, puis de 1966 à 1969.

## Carrière
Ron Davis fait partie en 1962 de l'édition originale des Colts .45's de Houston, une nouvelle franchise de la Ligue nationale de baseball renommée Astros de Houston quelques années plus tard. Il arrive en cours de saison, jouant son premier match dans le baseball majeur le 1er août 1962. Il passe les saisons 1963 à 1965 en ligues mineures avant de revenir dans les majeures avec la franchise de Houston en 1966. Il amorce la saison 1968 chez les Astros avant d'être échangé aux Cardinals de Saint-Louis, puis joue en 1969 chez les Pirates de Pittsburgh. Davis joue 295 matchs dans les majeures. Il réussit 199 coups sûrs, dont 44 doubles, 6 triples et 10 circuits, amasse 96 points marqués et 79 points produits et maintient une moyenne au bâton de ,233. Il apparaît dans deux matchs de la Série mondiale 1968 perdue par les Cardinals aux mains des Tigers de Détroit. 